# 코알라 (영화)
"코알라"는 2013년에 개봉한 대한민국의 영화이다.

## 줄거리
넘어져도 까져도 빛나는 꽐라 3인방!

## 캐스팅
- 박영서 : 우동빈 역
- 송유하 : 홍종익 역
- 박진주 : 한우리 역
- 박용연 : 스콧리 역
- 문선용 : 상준 역
- 박근록 : 근록 역
- 정재호 : 민석 역
- 반소영 : 은미 역
- 어성욱 : 어상무 역
- 홍유 : 대중 역
- 최민 : 대웅 역
- 신성원 : 길 대표 역
- 박주현 : 람보 역
- 박경혜 : 경혜 역
- 전수연 : 수연 역
- 안영주 : 민지 역
- 김명현 : 회사원 명헌 역
- 김윤희 : 회사원 윤희 역
- 황윤선 : 회사원 윤선 역
- 최종민 : 웨이터 창희 역
- 유수민 : 술집 시비남 역
- 고정일 : 오디션장 감독 역 (우정출연)
- 조상근 : 회사원 상근 역 (우정출연)
- 노형욱 : 알탕 맞은 손님 역 (우정출연)
- 홍영근 : 키스방 실장 역 (우정출연)